# 圣科隆邦德维拉尔
圣科隆邦德维拉尔（法語：Saint-Colomban-des-Villards，法語發音：[sɛ̃ kɔlɔ̃bɑ̃ de vilaʁ]）是法国萨瓦省的一个市镇，属于圣让德莫里耶讷区。

## 地理
圣科隆邦德维拉尔（45°17'39"N, 6°13'36"E）面积81.12 平方千米，位于法国奥弗涅-罗讷-阿尔卑斯大区萨瓦省，该省份为法国东部省份，历史上为薩伏依的一部分，北起上萨瓦省，西接伊泽尔省和安省，南部和东部与上阿尔卑斯省和意大利接壤。
与圣科隆邦德维拉尔接壤的市镇（或旧市镇、城区）包括：圣阿尔邦德维拉尔、沃雅尼、圣索尔兰达尔沃、上布雷达。

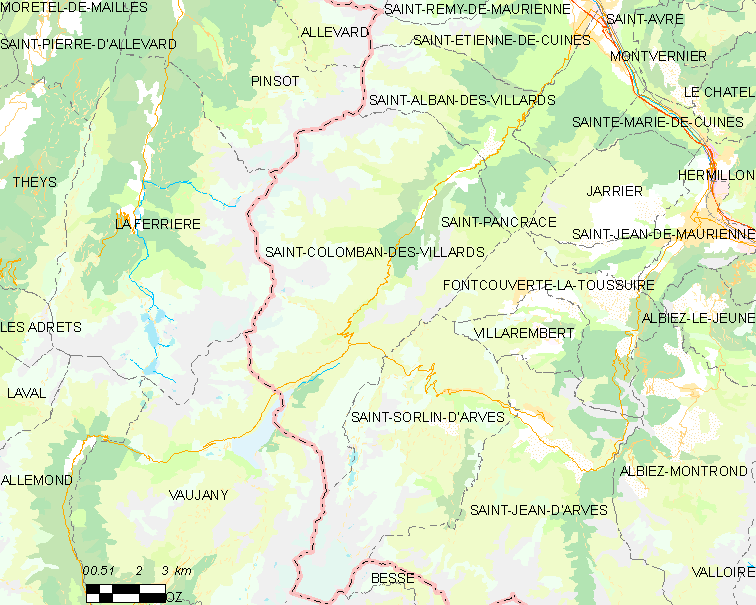
圣科隆邦德维拉尔的OSM定位图

圣科隆邦德维拉尔的时区为UTC+01:00、UTC+02:00（夏令时）。

## 行政
圣科隆邦德维拉尔的邮政编码为73130，INSEE市镇编码为73230。

## 政治
圣科隆邦德维拉尔所属的省级选区为圣让德莫里耶讷县。

## 人口

1962-2008年间圣科隆邦德维拉尔人口变化图示

圣科隆邦德维拉尔于2022年1月1日时的人口数量为138人。